# National Rugby League 1916
La New South Wales Rugby Football League de 1916 fue la novena temporada del torneo de rugby league más importante de Australia.

## Formato
Los clubes se enfrentaron en una fase regular de todos con todos en condición de local y de visitante, el equipo mejor ubicado al terminar la fase regular se corona campeón del torneo.
Se otorgaron 2 puntos por el triunfo, 1 por el empate y ninguno por la derrota.

## Desarrollo

### Tabla de posiciones
| Pos. | Equipo                  | Encuentros | Encuentros | Encuentros | Encuentros | Tantos | Tantos | Tantos | Puntos |
| Pos. | Equipo                  | PJ         | PG         | PE         | PP         | F      | C      | Dif    | Puntos |
| ---- | ----------------------- | ---------- | ---------- | ---------- | ---------- | ------ | ------ | ------ | ------ |
| 1    | Balmain                 | 14         | 11         | 0          | 3          | 181    | 100    | +81    | 22     |
| 2    | South Sydney            | 14         | 11         | 0          | 3          | 170    | 117    | +53    | 22     |
| 3    | Glebe                   | 14         | 10         | 1          | 3          | 217    | 106    | +111   | 21     |
| 4    | Eastern Suburbs         | 14         | 7          | 2          | 5          | 170    | 89     | +81    | 16     |
| 5    | North Sydney Bears      | 14         | 5          | 0          | 9          | 108    | 189    | -81    | 10     |
| 6    | Newtown Jets            | 14         | 4          | 1          | 9          | 134    | 153    | -19    | 9      |
| 7    | Annandale               | 14         | 4          | 0          | 10         | 94     | 163    | -69    | 8      |
| 8    | Western Suburbs Magpies | 14         | 2          | 0          | 12         | 92     | 249    | -157   | 4      |

|  | Definición por el campeonato. |

### Definición por el título
| 26 de julio de 1916 | Balmain | 5 - 3 | South Sydney |  |  |

| Bandera de Australia |
| Campeón Balmain      |
| Segundo título       |